# Metrocolor
Metrocolor é uma marca registrada usada pela Metro-Goldwyn-Mayer para designar filmes processados em seus laboratórios. virtualmente todos esses filmes são gravados no Eastman Color Negative da Kodak